# Gerhard Gschlößl

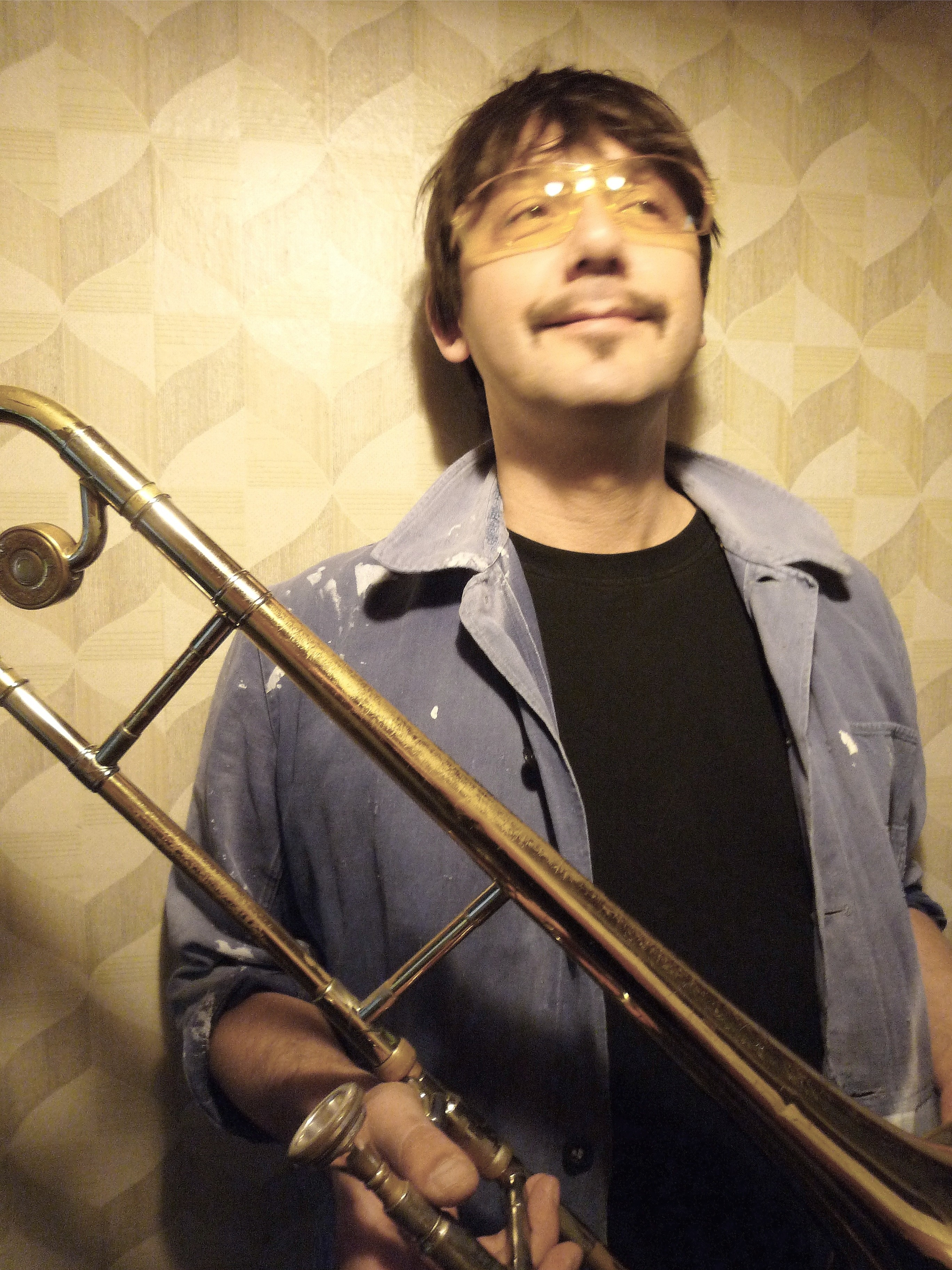
Gerhard Gschlössl in 2013

Gerhard Gschlößl (Mainburg, 30 april 1967) is een Duitse jazztrombonist en -sousafoonspeler.

## Biografie
Gschlößl studeerde trombone en compositie aan de Hochschule für Musik Würzburg. In 1997 kreeg hij een beurs (Kulturpreisstipendium) van de stad München. Hij maakte deel uit van het Deutsch-französischen Jazzensemble van Albert Mangelsdorff en experimenteert met elektronische klankeffecten. Hij studeerde in New York bij Ray Anderson en Conrad Herwig. Sinds 2004 woont hij in Berlijn, waar hij voornamelijk in kleine groepen met Matthias Rosenbauer, Johannes Fink en Gebhard Ullmann optreedt. Ook speelt hij in Schnittmenge Meier met Matthias Schriefl, Robert Landfermann en Christian Lillinger. Tevens is hij lid van het Goodman-Bordenave Quintet.
De trombonist is te horen op albums met Die Sterne (Irres Licht), Hipnosis (een groep van Wanja Slavin), Rainer Tempel, Sunday Night Orchestra, het Tied & Tickled Trio, Mindgames, Dani Felber, Johannes Lauer, Silke Eberhard, het Andromeda Mega Express Orchestra, Kathrin Lemke's Heliocentric Counterblast en Vesna Pisarović.
Hij is medeoprichter van het Jazzkollektiv Berlin en het avantgarde- en freejazz-platenlabel Trouble In The East Records.

## Discografie (selectie)
- Der Moment (2009, met Matthias Rosenbauer, Johannes Fink)
- Kayla Quintet End Times (2009, met Ben Abarbanel-Wolff, Antonis Anissegos, Jan Roder, Oliver Steidle)
- G9 Gipfel Berlin (2010, met Axel Dörner, Tobias Delius, Wanja Slavin, Rudi Mahall, Alexander von Schlippenbach, John Schröder, Johannes Fink, Christian Lillinger)